# Austrodecus curtipes
Austrodecus curtipes är en havsspindelart som beskrevs av Stock, J.H. 1957. Austrodecus curtipes ingår i släktet Austrodecus och familjen Austrodecidae.
Artens utbredningsområde är Södra Ishavet. Inga underarter finns listade.